# Landesarbeitsgericht Brandenburg

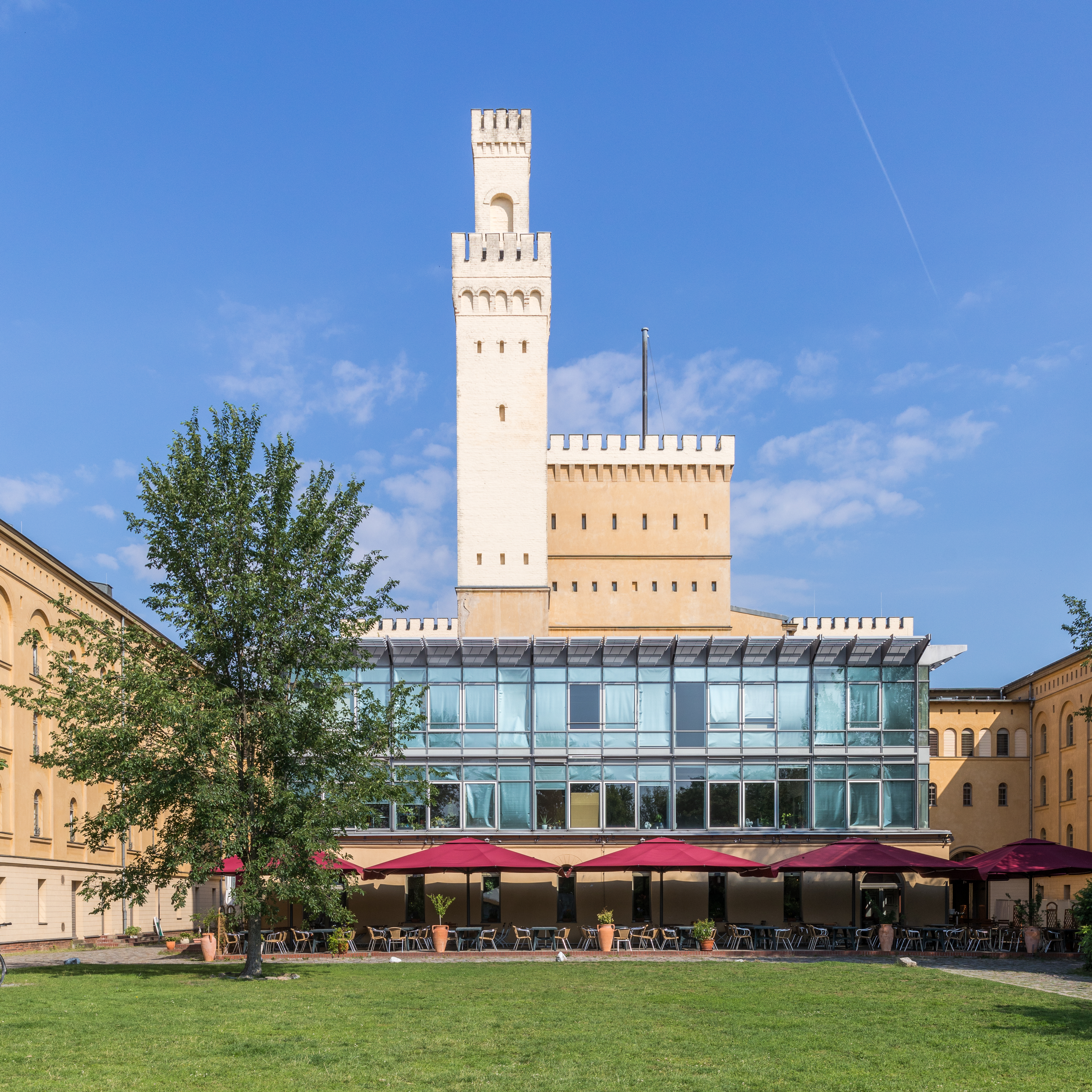
Gebäude des ehemaligen Landesarbeitsgerichts Brandenburg

Das Landesarbeitsgericht Brandenburg war von 1991 bis zum 31. Dezember 2006 das obere Gericht für die Arbeitsgerichtsbarkeit des Landes Brandenburg. Es ging durch eine Fusion mit dem Landesarbeitsgericht Berlin im Landesarbeitsgericht Berlin-Brandenburg für die beiden Länder Berlin und Brandenburg auf.

## Gerichtssitz und -bezirk
Das Landesarbeitsgericht hatte seinen Sitz in der Zeppelinstraße 136 in Potsdam.
Der Gerichtsbezirk umfasste das Gebiet des Bundeslandes Brandenburg.

## Geschichte
Die Errichtung des Landesarbeitsgerichtes Brandenburg wurde im Gesetz zur Errichtung der Arbeitsgerichtsbarkeit im Land Brandenburg vom 21. Juni 1991 beschlossen.
2004 waren dort acht Richter und 17 Mitarbeiter beschäftigt. Im Jahr 2003 gingen etwa 900 Verfahren ein.
Die Länder Berlin und Brandenburg schlossen am 26. April 2004 den Staatsvertrag über die Errichtung gemeinsamer Fachobergerichte der Länder Berlin und Brandenburg. Zum 1. Januar 2007  wurde mit dem LAG Berlin-Brandenburg das dritte dieser gemeinsamen Gerichte errichtet, das die Landesarbeitsgerichte Berlin und Brandenburg ersetzt.

## Über- und nachgeordnete Gerichte
Wie jedem Landesarbeitsgericht war dem Landesarbeitsgericht Brandenburg nur das Bundesarbeitsgericht übergeordnet. Nachgeordnet waren laut der ursprünglichen Fassung des Errichtungsgesetzes von 1991 die Arbeitsgerichte Brandenburg an der Havel, Cottbus, Eberswalde, Frankfurt (Oder), Neuruppin, Potsdam und Senftenberg.

## Leitung
- Ab 22. März 1993: Hans Eisemann, * 1. Mai 1942